# Patrick J. Adams

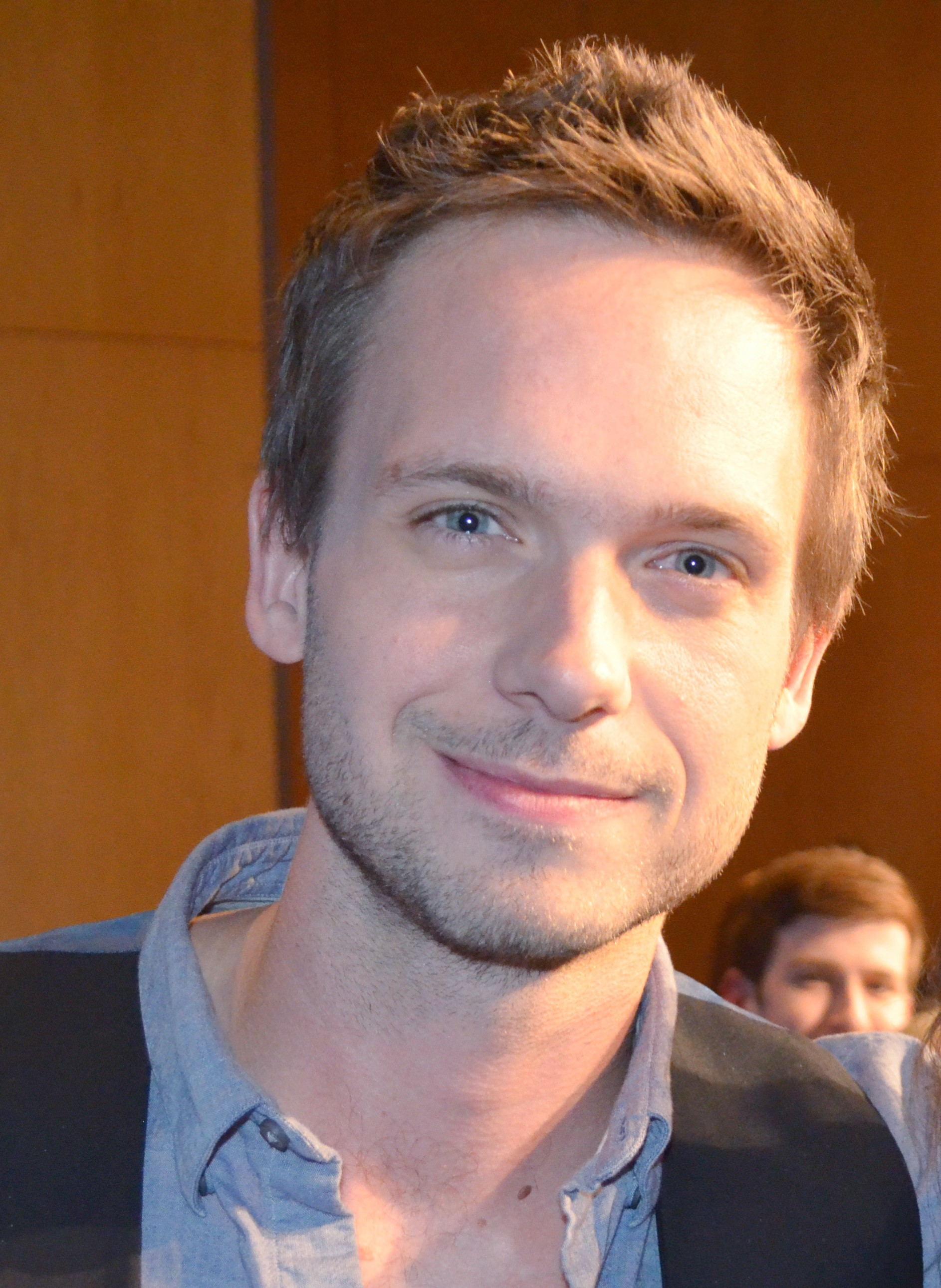
Patrick J. Adams (2013)

Patrick Johannes Adams (* 27. August 1981 in Toronto, Ontario) ist ein kanadischer Schauspieler. Er ist vor allem durch seine Hauptrolle als Mike Ross in der Anwaltsserie Suits bekannt.

## Privates
Er wurde als Sohn des kanadischen Journalisten Claude Adams geboren, der als Korrespondent von CBC/Radio-Canada über den Fall der Berliner Mauer berichtete.
Zum Studium der Schauspielkunst an der USC School of Theatre zog Adams von Toronto nach Los Angeles. 2004 erhielt er dort den Bachelor of Fine Arts.
Er ist mit der aus der Fernsehserie Pretty Little Liars bekannten Schauspielerin Troian Bellisario liiert. Mitte Februar 2014 haben sich die beiden verlobt. Seit dem 10. Dezember 2016 sind sie verheiratet. Im Oktober 2018 kam ihre erste und im Mai 2021 ihre zweite gemeinsame Tochter zur Welt.

## Karriere
Adams spielte und spielt in mehreren Theaterstücken mit, sein professionelles Bühnendebüt hatte er in Edward Albees The Goat, or Who Is Sylvia? im Mark Taper Forum. Daneben produzierte und führte er die Regie des Remakes von dem Theaterstück Marat/Sade, für das er den L.A. Weekly Theatre Award in der Kategorie Beste Produktion erhielt.
Adams erster Auftritt in einer Fernsehserie war 2004 in Jack & Bobby. Es folgten mehrere Auftritte in weiteren Fernsehserien. Seine ersten wiederkehrenden Gastrollen hatte er 2006/2007 in den Fernsehserien Friday Night Lights und Welcome, Mrs. President. 2008 spielte er in dem ABC-Pilotfilm Good Behavior eine Doppelrolle als Zwillinge Van und Haden West, die Serie wurde jedoch nicht in Auftrag gegeben. Neben weiteren Auftritten in Fernsehserien spielte er auch in verschiedenen Filmen mit. So spielte er 2009 in den Filmen Rage, The Waterhole und Weather Girls Hauptrollen. Seinen Durchbruch hatte Adams 2011 mit Suits, einer Anwaltsserie des Kabelsenders USA Network, die in seiner Heimatstadt Toronto gedreht wird und in New York spielt. In Suits spielt Adams den Protagonisten Mike Ross, der ein fotografisches Gedächtnis besitzt und als Anwalt in einer Anwaltskanzlei arbeitet, obwohl er keinen Abschluss in Jura besitzt. Für die Rolle wurde Adams 2012 für einen Screen Actors Guild Award als Bester Darsteller in einer Dramaserie nominiert. Er verließ die Serie nach der siebten Staffel. 2012 war Adams zudem in vier Folgen der kurzlebigen HBO-Serie Luck als Nathan Israel zu sehen. 
2015 inszenierte er eine Folge der Serie Suits und gab damit sein Debüt als Regisseur. Ferner war er seit 2014 als Produzent an der Serie beteiligt.

## Filmografie
- 2001: For the Record (Kurzfilm)
- 2003: Old School – Wir lassen absolut nichts anbrennen (Old School)
- 2004: Jack & Bobby (Fernsehserie, Folge 1x10)
- 2004: Cold Case – Kein Opfer ist je vergessen (Cold Case, Fernsehserie, Folge 2x08)
- 2004: Strong Medicine: Zwei Ärztinnen wie Feuer und Eis (Strong Medicine, Fernsehserie, Folge 5x17)
- 2005: Façade
- 2005: Close to Home (Fernsehserie, Folge 1x08)
- 2005: Wir sehen uns bei Vollmond (Christmas in Boston, Fernsehfilm)
- 2006: Orpheus (Fernsehfilm)
- 2006: Numbers – Die Logik des Verbrechens (NUMB3RS, Fernsehserie, Folge 2x16)
- 2006: Welcome, Mrs. President (Commander in Chief, Fernsehserie, 2 Folgen)
- 2006–2007: Friday Night Lights (Fernsehserie, 2 Folgen)
- 2007: Without a Trace – Spurlos verschwunden (Without a Trace, Fernsehserie, Folge 5x14)
- 2007: Lost (Fernsehserie, Folge 3x13)
- 2007: Heartland (Fernsehserie, Folge 1x02)
- 2007: Walk Hard: Die Dewey Cox Story (Walk Hard: The Dewey Cox Story)
- 2008: The Butcher's Daughter (Kurzfilm)
- 2008: Navy CIS (NCIS, Fernsehserie, Folge 6x06)
- 2008: 3 Days Gone (Kurzfilm)
- 2008: Extreme Movie (Stimme)
- 2009: 2:13
- 2009: The Dealership (Fernsehfilm)
- 2009: Weather Girl
- 2009: Rage
- 2009: Ghost Whisperer – Stimmen aus dem Jenseits (Ghost Whisperer, Fernsehserie, Folge 4x16)
- 2009: The Waterhole
- 2009: Lie to Me (Fernsehserie, Folge 2x03)
- 2009: Cupid (Fernsehserie, Folge 1x05)
- 2009: Raising the Bar (Fernsehserie, Folge 2x14)
- 2010: FlashForward (Fernsehserie, Folge 1x22)
- 2010: Pretty Little Liars (Fernsehserie, Folge 1x05)
- 2011: 6 Month Rule
- 2011–2019: Suits (Fernsehserie, 111 Folgen)
- 2012: Luck (Fernsehserie, 4 Folgen)
- 2012: The Come Up (Kurzfilm)
- 2014: Rosemary’s Baby (Miniserie)
- 2014–2015: Orphan Black (Fernsehserie, 2 Folgen)
- 2016: DC’s Legends of Tomorrow (Fernsehserie, 3 Folgen)
- 2016: Car Dogs
- 2017: Room for Rent
- 2017: Pillow Talk (Fernsehserie, 11 Folgen)
- 2018: A Billion Stars – Im Universum ist man nicht allein (Clara)
- 2019: Sneaky Pete (Fernsehserie, 5 Folgen)
- 2020: Die Helden der Nation (The Right Stuff, Fernsehserie)
- 2023: The Killer on the Road (He Went That Way)